# Kaginado
Kaginado es una serie de televisión de anime japonesa programada que se estrenó el 13 de octubre de 2021. Es una serie cruzada con personajes chibi de franquicias de Key, incluidas Kanon, AIR, CLANNAD, Little Busters!, Rewrite y otras. Una segunda temporada se estrenó en abril de 2022.

## Producción y lanzamiento
El 26 de noviembre de 2019, Key se burló en Twitter de que tenía ocho proyectos en proceso para su 21 aniversario. El 19 de abril de 2021, Key celebró un evento en línea anunciando que Kaginado, un anime cruzado basado en personajes de varias franquicias de Key, estaba en producción para su lanzamiento en octubre de 2021.
El 24 de septiembre de 2021, el sitio web oficial de Kaginado reveló el personal y el elenco del anime, así como una fecha de estreno para el 13 de octubre de 2021. El anuncio también reveló que Kazuya Sakamoto dirigiría la serie en Liden Films Kyoto Studio. Con Takashi Aoshima como escritor principal junto con Kai y Tohya Okano como escritores. Además, los actores de voz del anime Key anterior repiten sus papeles, con Asami Sanada expresando a Misuzu Kamio debido a la muerte del actor de voz original Tomoko Kawakami en 2011.
En Japón, la serie se transmitirá en Tokyo MX, KBS Kyoto, Sun TV, ux, HAB, abn, HTB, BS4 y AT-X. La serie se transmitirá internacionalmente en Crunchyroll, Funimation, Hidive, Wakanim, Aniplus Asia, bilibili y Muse Asia.

## Lista de episodios
| Núm. | Título                                                     | Fecha                 |
| ---- | ---------------------------------------------------------- | --------------------- |
| 1    | «El Clímax, etc.» «Kuraimakkusu nado» (クライマックスなど) | 12 de octubre de 2021 |